# 이지케어텍
이지케어텍(ezCaretech Co. Ltd.)는 대한민국의 디지털 헬스케어 기업이다 본사는 서울 중구 퇴계로 307, 4층, 5층, 6층에 위치해 있으며 대표이사 홍우선이다.

## 역사
2001년 서울대학교병원 전산팀에서 분사해서 설립되었으며, 2019년 코스닥 시장에 상장되었다.

## 상장
2019년 3월 22일 미래에셋증권을 주관사로 공모가 12,300원에 코스닥 시장에 상장하였다 공모가는 밴드 최상단인 1만2,300원으로 정해졌으며 수요예측에는 1,212개 기관이 참여해 1,108.03대 1의 경쟁률을 보였다.

## 참고문헌
1. ↑  정승규, 키움증권 이지케어텍 IPO기업코멘트, 2019. 03. 05
2. ↑  이지케어텍, 의료 AI 거대언어모델 활용 연구 발표, 의학 신문, 2023.12.05
3. ↑  이지케어텍, '인공지능 폐렴 진단 소프트웨어' 식약처 임상시험계획 승인, 메디게이트뉴스, 2023.12.18
4. ↑  이창진, 이지케어텍 대표이사에 위원량 교수 임명, 메디칼타임즈, 2009-12-20
5. ↑  김태현, 기업분석보고서 - 이지케어텍 2022.11.24
6. ↑  김아영, 하나증권 분석보고서- 이지케어텍, 2019년 12월 2일
7. ↑  정새임, 이지케어텍, 코스닥 공모가 1만2300원 확정, 청년의사, 2019.03.08